# Кок, Вим
Виллем «Вим» Кок (нидерл. Willem «Wim» Kok; 29 сентября 1938, Бергамбахт, Нидерланды — 20 октября 2018, Амстердам, Нидерланды) — нидерландский политический и государственный деятель, премьер-министр Нидерландов в 1994—2002 годах от Партии труда.

## Биография
Виллем Кок родился в нидерландском городе Бергамбахт.
После окончания университета Нинроде и службы в армии некоторое время работал в небольшой торговой компании. В 1961 году был назначен помощником представителя по международным делам Нидерландской федерации профсоюзов, а с 1973 по 1982 год занимал в ней должность председателя. С 7 ноября 1989 по 22 августа 1994 года занимал должность министра финансов в правительстве Рууда Любберса.
22 августа 1994 года был назначен премьер-министром, 3 августа 1998 года был вновь избран на эту должность. В 2002 году всего за несколько недель до майских выборов кабинет Кока подал в отставку в связи с обвинениями в неспособности базировавшихся в Боснии частей нидерландской армии предотвратить кровопролитие в Сребренице в 1995 году.
В 2004 году Кок возглавлял группу экспертов, занимавшихся анализом выполнения Лиссабонской стратегии. После ухода из политики входил в руководство целого ряда корпораций.